# Twisted Metal (відеогра, 1995)
Twisted Metal — відеогра в жанрі аркадної битви на автомобілях (сполучення жанрів action і racing), розроблена компанією SingleTrac Entertainment і видана Sony Interactive Entertainment для консолі PlayStation. У Північній Америці гра була випущена 5 листопада 1995 року, в Європі - 13 січня 1996 року, в Японії - 15 листопада 1996 року. У 1996 році була випущена версія для Microsoft Windows, реліз якої відбувся обмеженим тиражем виключно в Японії. 3 березня 1997 гра була перевидана як частина Greatest Hits. Події гри обертаються навколо однойменного турніру, на який щорічно з'їжджаються кращі водії з усього світу. Організовує турнір такий собі Каліпсо, що володіє містичними силами та здатний виконати будь-яке бажання переможця.